# Peter Huth (Computerjournalist)
Peter Huth ist ein deutscher Journalist, der unter anderem durch seine Fernsehauftritte als „Computer- und Internetexperte“ in diversen Infotainment-Sendungen des Privatfernsehens (z. B. Akte und Planetopia Online) bekannt wurde.

## Leben
Im Juni 1973 machte Peter Huth sein Abitur am Gymnasium Salzgitter-Bad. Er studierte dann von 1975 bis 1981 Germanistik und Theaterwissenschaft an der Freien Universität Berlin.
Während des Studiums war er 1979 am Aufbau und der Entwicklung der Tageszeitung die tageszeitung (taz) beteiligt. Im September 1981 verließ er die Technische Universität Berlin ohne Abschluss. Kurz darauf wurde er bei der taz verantwortlich für die Bereiche Ausland und Nachrichten. In der Auslandsredaktion war sein Schwerpunkt Osteuropa, so dass er sich in dieser Zeit mit Polen und Solidarność beschäftigte. In der Nachrichtenredaktion war er für die aktuellen Auslandsseiten zuständig. 1984 tauchte er für kurze Zeit als ViSdP im taz-Impressum auf.
1985 inszenierte Huth das Kindertheaterstück Hart im Nehmen am GRIPS-Theater Berlin. 1986 schrieb er das Hörspiel Auf Durchreise für den RIAS Berlin.
1988 erhielt Peter Huth ein Stipendium der Stiftung Preußischer Kulturbesitz. In den Folgejahren bis 1995 war er im Wesentlichen als freier Journalist für Zeitung, Rundfunk und Fernsehen tätig.
Von September 1994 bis Mai 2000 war er Redakteur der Sat.1-Sendung Akte, in der er ab 1999 auch eigene Fernsehauftritte mit den Schwerpunkten Computer und Internet übernahm.
Im Juni 2000 wurde er Geschäftsführer der My Channel Multimedia GmbH und war dort verantwortlich für die Entwicklung von Kinderschutzsoftware und Dialerschutzprogrammen.
Zu öffentlicher Kritik kam es 2004 im Zusammenhang mit einem Sicherheitsproblem bei der Firma My Channel. Eine Liste mit Namen, Anschriften und Kreditkartendaten der Kunden der Firma war längere Zeit über die Website der Firma ungeschützt zugänglich. Huth wurde als Geschäftsführer von My Channel insbesondere kritisiert, weil er die Kunden unzureichend über die Panne informierte und stattdessen Strafanzeige gegen mehrere hundert Internetbenutzer erstattete, die die Daten heruntergeladen hatten. Die Ermittlungen nach Huths Anzeigen wurden eingestellt, weil die Daten auf der Website nicht ausreichend gesichert waren. Das Unternehmen My Channel wurde im März 2010 liquidiert.
Peter Huth betreibt seit 2007 die Internetplattform Gegenrede, ein Informationsportal gegen Rechtsextremismus.
Im Juli 2003 wurde Huth Freier Mitarbeiter der SAT.1-Sendung Planetopia. Wenige Monate später erschien sein Internetratgeber bei Data Becker. Seit 2004 moderierte er zusammen mit Elke Rosenfeldt die Fernsehsendung Planetopia Online. Huth arbeitete für den Sender RBB und mehrere lokale Zeitungen im nördlichen Brandenburg, wo er auch lebt.
Huth war 2019 für seine Fernsehbeiträge für die rbb-Sendung „Brandenburg aktuell“ und sein Informationsportal gegenrede.info für den Journalistenpreis Der lange Atem des DJV Berlin-Brandenburg nominiert.

## Veröffentlichungen
- mit Matthias Brand, Liese Petry: Skizzen in Berlin. Hrsg. Neue Gesellschaft für Literatur. Edition Mariannenpresse, Berlin 1980.
- (Red.): Polen: „Euch den Winter, uns den Frühling.“ TAZ-Journal Nr. 4, TAZ, Berlin 1982, ISBN 3-922767-03-6.
- Hart im Nehmen. Textbuch. Grips-Theater (Hrsg.), Berlin 1985.
- Der Fall Caillaux. Schauspiel. Bauer, Berlin 1989.
- mit Ernst Volland (Hrsg.): Dies Buch ist pure Fälschung. Von A bis Z: Alles Fälschung. Zweitausendeins, Frankfurt am Main 1989.
- WAA-gerecht. 100 Kreuzworträtsel aus der Scene. Zweitausendeins, Frankfurt am Main 1991.
- Internet schnell und sicher. Data Becker, 2003, ISBN 3-8158-2354-4.